# Крекінг-установки у Йосу (YNCC)
Крекінг-установки у Йосу (YNCC) – нафтохімічне виробництво у південнокорейському портовому місті Йосу.
Компанію Yeochun Naphtha Cracking Center створили на паритетних засадах два великі гравця нафтохімічної промисловості Південної Кореї – концерни Hanwha (має також установку в Десані) та Daelim. У 1980 році YNCC ввела в експлуатацію свою першу установку парового крекінгу, а в 1989-му та 1992-му додала до неї ще дві. В подальшому нарощування виробництва провадилось шляхом станом модернізації цих трьох заводів, котрі станом на 2018-й досягли потужності у 900, 580 та 470 тисяч тонн етилену на рік. Крім того, за два роки планується збільшити показник другої установки до 915 тисяч тонн. Три піролізні виробництва також продукують 451, 280 і 240 тисяч тонн пропілену відповідно, а ще 140 тисяч тонн цього матеріалу дає запущена у 2015 році установка конверсії олефінів, котра споживає етилен та бутен. Останній отримують із фракції С4, з якої також вилучають 240 тисяч тонн бутадієну (планується нарощування потужності до 390 тисяч тонн) та 65 тисяч тонн 1-бутену (використовується як кополімер).
Як сировина використовується газовий бензин (naphtha), хоча станом на другу половину 2010-х до піролізу також залучають 5-10% зрідженого нафтового газу.
Сама YNCC використовує ненасичені вуглеводні для виробництва 290 тисяч тонн мономеру стирену (продукт реакції етилену та бензену) і 170 тисяч тонн метилтретинного бутилового етеру (МТВЕ, високооктанова присадка для пального, синтез якої потребує ще одного олефіну із фракції С4 – ізобутилену).
Крім того, станом на 2014 рік на майданчику в Йосу працювали заводи поліетилену низької щільності та лінійного поліетилену низької щільності концерну Hanwha (327 та 355 тисяч тонн відповідно), поліетилену високої щільності концерну Daelim (450 тисяч тонн), дихлориду етилену та мономеру вінілхлориду з показниками 436 та 350 тисяч тонн (також належать Hanwha).
Найбільшим споживачем пропілену виступає завод поліпропілену компанії PolyMirae (спільне підприємство на паритетних засадах LyondellBasell і Daelim) потужністю 700 тисяч тонн на рік. Пропілен також потрібен заводу фенолу та ацетону (680 та 410 тисяч тонн відповідно станом на 2016 рік) компанії Kumho.